# ヴォロディミル・ヴァクレンコ

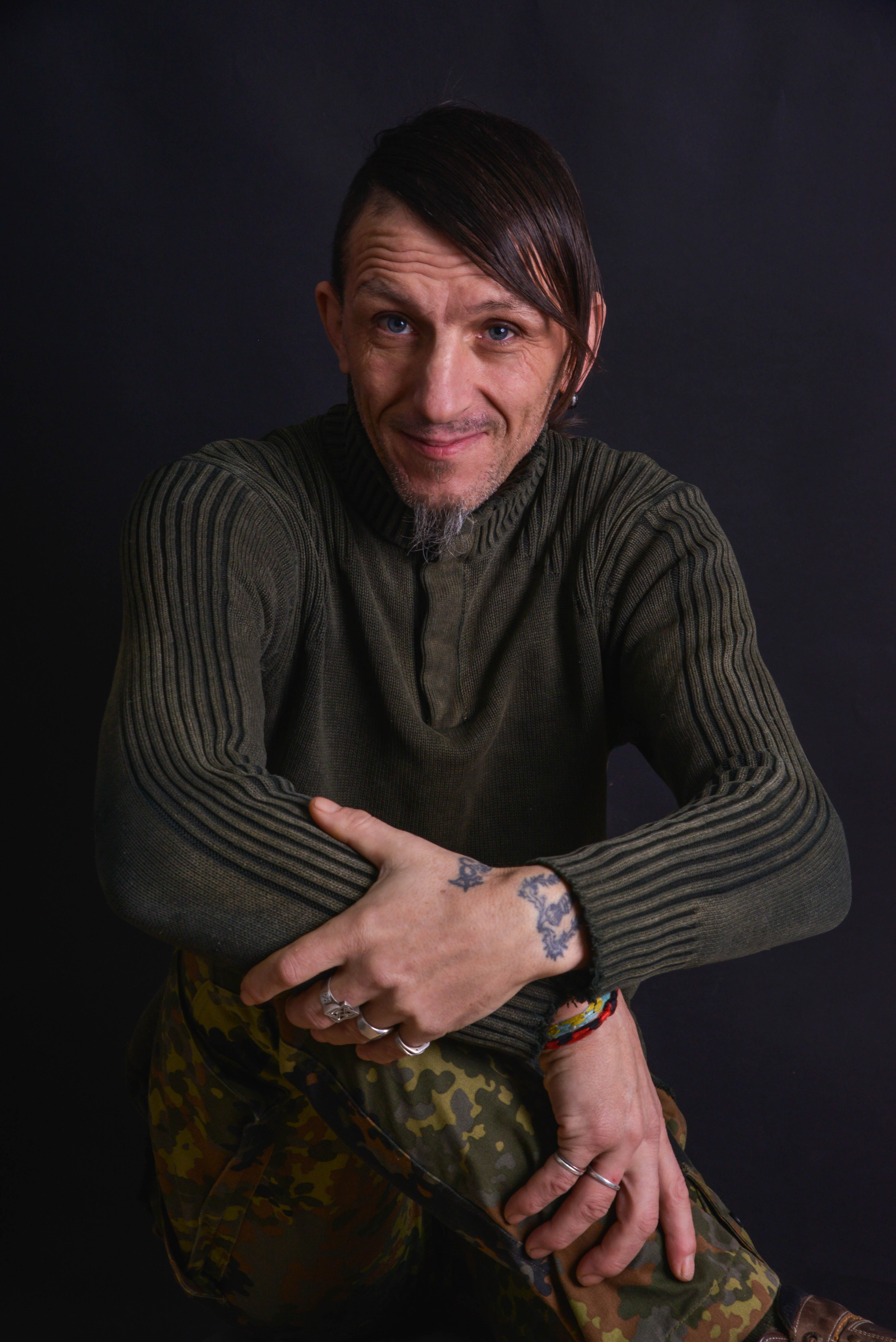
ボロディミル・ヴォロディミロヴィチ・ヴァクレンコ

ボロディミル・ヴォロディミロヴィチ・ヴァクレンコ（ウクライナ語：Володимир Володимирович Вакуленко、Volodymyr Volodymyrovych Vakulenko、1972年7月1日 - 2022年3月24日以降）はウクライナの詩人・作家・ウィキペディアン・翻訳者である。Vakulenko-Kの筆名で知られた。
2022年ロシアによるウクライナ侵攻の最中にロシア軍によって誘拐され、殺害された。親ウクライナ活動家でもあったため、標的となったとみられる。

## 経歴
1972年7月1日にハルキウ地方のイジューム近くのカピトリフカに生まれた。
中学生の頃から、詩を書き始めた。スルジクではなくインスピレーションであったという。
2013年秋以降、マイダン革命の支持者であり、参加中にキーウのマリンスキー公園でギャングと戦っているときに負傷した。2015年よりウクライナ軍に志願している。
自閉症と診断された息子（第2子）のために児童書を書き始め、13冊の著作がある。リヴィウ・ルハーンシク・キーウで子供たちに読み聞かせをしたり、盲目の子どもたちのための出版もしていた。作品は、英語・ドイツ語・ベラルーシ語・クリミアタタール語・エスペラント語に翻訳されている。オーレス・ウリヤネンコ国際文学賞、全ウクライナ・レ・マルトヴィッチ・コンペティション受賞など、ウクライナ国内外で高く評価された。
2010年からウクライナ語版Wikipediaにおいて、およそ100の記事を執筆し、4000の編集を行っていたという。

## 死去

### 環境の変化
母親によると、ヴァクレンコはウクライナ語に惚れ込んでおり、その使い方には信念を持っていた。9年間リヴィウに住んでいたヴァクレンコは「ウクライナ語への切り替え」を徹底させようとしたが、そのことでずっとスルジクを話してきた村人と軋轢が生まれていた。
2022年2月にロシアによる侵攻が始まって以来、息子（第2子）と一緒に避難するよう母親は頼んだが、脳卒中後の父親の世話をしなくてはならないとヴァクレンコは拒んだ。ヴァクレンコがカピトリフカ村を離れなかったのは、自閉症である息子が穏やかな環境と生活習慣を戦争に乱されたために精神にダメージを受けたことを理解していたからでもあった。ヴァクレンコは息子を一人にしないため、毎日、検問所にいるウクライナ軍人に援助物資を届けるときには5～20kmの距離を一緒に歩いて連れて行った。
検問所に最後に訪れたのが3月3日、翌4日、Facebookに最後の投稿を行っている。

### ロシア軍による誘拐
元妻によると、地元住民の一部がヴァクレンコを糾弾し、占領当局に捕らえられたという。同年3月22日にヴァクレンコの家が捜索され、電話・書類・ウクライナ語の本を押収された。そのときに占領当局はヴァクレンコのタトゥーを探し、殴打した。。
翌23日にルガンスク人民共和国の兵士と思われる5人の男たちが家宅捜索を行い、ヴァクレンコと未成年の息子を連れ去り、残虐な尋問と拷問を加えた後に釈放した。このとき、ヴァクレンコは庭の桜の木の下に日記を埋め、ウクライナ軍が到着したときに渡して欲しいと父親に頼んだ。24日、「Z」と書かれた車に乗った2人のロシア軍人がヴァクレンコと息子を誘拐。息子は解放されたが、ヴァクレンコは以来、行方不明であった。
ヴァクレンコにはソビエトでの兵役の頃の後遺症があり、身体障害者として団体に所属していた。このことからも両親は捕虜が収容されている地下室でヴァクレンコを探し、釈放を懇願したが「ウクライナから連れ出された」と言われた。そのため、検問所も尋ねまわった。村民たちの遺体のなかにヴァクレンコの姿はなく、捕虜としてロシアで裁判にかけられるという噂もあった。
ヴァクレンコの第1子ヴラディスラフは、この噂をもとに父親を探した。4月2日にイジューム郊外の家から退去するようロシア軍に言われたため、占領下のクプヤンシクを通ってウクライナに出ようとしたが、ロシア軍の妨害にあい、ベラルーシ経由でポーランドに着いた。同月4日に妻子とともにクルスク地方に出発、クルスクとベルゴロドの行政当局と警察署でヴァクレンコに関する情報を得ようといたが得られなかったという。その後、ロシアからの脱出を試み、9月30日に成功した。家族はベラルーシ国境近くでバスから下ろされ、ヴラディスラフは12時間あまり暴力を伴う尋問を受けた。ロシア当局はヴラディスラフに50年間のロシア入国禁止を伴う国外追放通知を出して、釈放。その後、家族は再びポーランドに辿り着いている。

### 遺体発見
地元の葬儀業者の日誌に「5月12日に埋葬した」という記述が見つかったが、痩身で長髪であったことから該当する遺体が女性のものと考えていた司法当局が否定していた。しかし、葬儀業者が埋葬前に撮影していた写真からタトゥーのあるヴァクレンコの手と指輪などが分かった。11月28日にイジュームの集団墓地で遺体が発見され、DNA鑑定でヴァクレンコと確認された。遺体からは、銃創とマカロフから発射された2発の弾丸が見つかっている。一ヶ月以上通りに放置された後に、占領当局が埋葬を命じたという。50歳没。
12月6日、ハルキウの聖ドミトリエフ教会（ギリシャ・カトリック）で葬儀が行われ、ハルキウに埋葬された。ヴァクレンコを裏切った者がいるカピトリフカ村に息子の遺体を埋葬する価値はないと、両親が判断したと伝わっている。
ウクライナ警察は、誘拐事件として立件している。捜査によると、ヴァクレンコを拉致したグループは「ベス（Бєс）」というコールサインを持つロシア人司令官が率いていたとみられる。
イジュームでは通りの1つがヴァクレンコに敬意を表して命名されるほか、オールドライオン社はヴァクレンコの「パパの本」を再販し、収益を遺族に贈ると発表した。
ロシア軍撤退後の9月24日に父親とヴァクレンコの友人が掘り起こした日記は、ねじれた状態で透明な袋に包まれており、紙が濡れて真っ黒になっていた。ハルキウ文学博物館に引き渡された後に、職員たちにより乾燥・復元・デジタル化され、遺族が公開の可否を判断することとなっている。日記の最後のページには「すべてがウクライナになる！私は私たちの勝利を信じている」と記されていた。
ヴァクレンコの捜索にはウクライナのジャーナリストのほか、国際ペンクラブやニューヨーク・タイムズの記者が関わっており、2022年12月30日にYouTubeで調査結果をまとめた動画「桜の木の下の記憶」が公開された。